# إعاقة اللغة والكلام
يشير مصطلح إعاقة اللغة والكلام إلى نقص في المعالجة التعبيرية أو الاستقبالية للغة.

## الخصائص

### الكلام
تتسم إعاقة الكلام بصعوبة نطق الكلمات. وتتضمن الأمثلة التلعثم أو مشاكل في إصدار أصوات معينة (مثل "حرف الثاء (ث)").

### النمو اللغوي
تعتبر اللغة ظاهرة إنسانية ذات طابع اجتماعي يتفرد بها الإنسان دون غيره من الكائنات الحية. اللغة مجموعة من الرموز المنطوقة وغير المنطوقة تمكن الأفراد من التواصل مع الآخرين والتعبير عن الأفكار والآراء.لا تقتصر اللغة على الكلام المنطوق فحسب، وإنما تشتمل على جميع الوسائل غير اللفظية كالايماءات والتعابير الوجهية والكتابة، لأنه في بعض الحالات يتم التفاعل مع الآخرين أو التعبير عن الخبرات والحاجات دون استخدام الكلام المنطوق.
مراحل التطور اللغوي
1. مرحلة ماقبل الكلام : يطلق الطفل في هذه المرحلة بعض الأصوات التي تأخذ طابع الصراخ
2. مرحلة إدراك الأصوات وإصدارها : يبدأ الطفل بإصدار الأصوات في منتصف الشهر الثاني وتمتاز هذه المرحلة لغويا

- الهديل
- المناغاة
- الكلام المشكل أو المنمط

1. مرحلة الكلمة الواحدة : يبدأ الطفل بنطق الكلمة الأولى بين الشهر العاشر والشهر الثالث عشر وتتميز هذه المرحلة بالتعميم كأن يقول الطفل كلمة ( عو ) لجميع الحيوانات
2. مرحلة الكلمتين : تسمى لغة الطفل في هذه المرحلة بلغة التلغراف لأنها تمتاز بالإيجاز والاختصار فعلى سبيل المثال عندما يقول الطفل ( ماما امم ) فإنه يشير إلى حاجته إلى الطعام أو إلى وجوده.
3. مرحلة شبه الجملة والجملة التامة  : تبدأ في سن الثالثة من العمر وتمتد إلى السنوات اللاحقة، حيث يصبح الطفل في هذه المرحلة قادرا على تكوين أشباه الجمل.

### اللغة
إعاقة اللغة هي ضعف محدد في فهم ومشاركة الأفكار والآراء، أي الخلل الذي يتضمن معالجة المعلومات اللغوية. ومن الممكن أن تشتمل المشكلات المرتبطة بها على قواعد اللغة (علم النحو و/أو الصرف) والدلالات (المعاني), أو غيرها من مظاهر اللغة.

### الخصائص العامة
قد يعاني الشخص من أحد الخللين أو كليهما. ويتم التعرف عليهما من قبل اختصاصي علم أمراض اللغة والكلام، الذي يقوم بإجراء اختبارات مثل اختبار كليف (CLEF) (التقييم السريري لأساسيات اللغة).
قد تكون إعاقات اللغة والكلام أحد أنواع الإعاقات المبكرة التي يمكن التعرف عليها. وذلك لأنه تتم ملاحظة بعض أعراضها بسبب نقص التكامل الاجتماعي والفشل في الوصول إلى السمات التطورية والنقص الملموس في التعبير لدى الأطفال الصغار. مع ذلك، فإذا كان المعلم غير مدرب أو عالمًا بالخصائص، فمن الممكن عدم ملاحظة الإعاقة لأعوام. وقد يؤدي ذلك إلى انحدار مهارات التعبير الشفوي الأساسية ويؤدي إلى انخفاض الإنجاز على المستوى الأكاديمي.

## العلاج
مثل جميع أنواع الإعاقات، لا يوجد دواء لإعاقة اللغة والكلام، ولكن توجد علاجات فعالة. فكثيرًا ما يكون الطلاب المعروف أنهم يعانون من إعاقة اللغة والكلام مؤهلين لـخطة التعليم الفردي وكذلك الخدمات الخاصة. ويشتمل ذلك على خدمات مباشرة مع اختصاصي علم أمراض اللغة والكلام. حيث تتضمن الأمثلة المستخدمة في الجلسة مفردات الكلمات، والتعرف على أصوات متحركة محددة ثم تغيير السياق، مع ملاحظة الفرق. وغالبًا ما يوجد بمدرسة المقاطعة في الولايات المتحدة اختصاصون في علم أمراض الكلام واللغة ضمن طاقم تعليمي خاص للعمل مع الطلاب. بالإضافة إلى أنه يمكن لمدرسة المقاطعة وضع الطلاب ذوي الإعاقات في اللغة والكلام في غرفة الموارد للحصول على التوجيه الفردي. وقد أظهر الجمع بين التدخل المبكر والدعم الفردي زيادة واعدة في الإنجاز الأكاديمي على المدى الطويل بالنسبة للطلاب الذين يعانون من هذه الإعاقة.